# Enes Başar
Enes Başar (Şişli, 30 aprile 1993) è un lottatore turco, specializzato nella lotta greco-romana.

## Biografia
Dal 2011 è allenato dall'ex lottatore Mehmet Âkif Pirim, campione olimpico nei pesi gallo a Barcellona 1992 e vincitore del bronzo ai Giochi olimpici di Atlanta 1996, sempre nei pesi gallo.
Ai mondiali universitari di Çorum 2016 ha vinto la medaglia d'oro nella categoria dei 66 chilogrammi, battendo in finale il bielorusso Soslan Daurov.
Agli europei di Kaspijsk 2018 è stato estromesso dal georgiano Shmagi Bolkvadze ai sedicesimi del tabellone principale del torneo dei 67 chilogrammi. Ai ripescaggi, ha superato il lituano Edgaras Venckaitis ed ha vinto l'incontro per la medaglia di bronzo contro il danese Fredrik Bjerrehuus.
Ha rappresentato la Turchia ai Giochi olimpici estivi di Parigi 2024, dove è stato eliminato dal rumeno Răzvan Arnăut agli ottavi del torneo dei 60 kg.

## Palmarès
- Europei

Kaspijsk 2018: bronzo nei 67 kg;
- Mondiali universitari

Çorum 2016: oro nei 66 kg;
- Europei U23

Walbrzych 2015: bronzo nei 66 kg;
Russe 2016: bronzo nei 66 kg;
- Mondiali junior

Pattaya 2012: bronzo nei 60 kg;
Sofia 2013: argento nei 60 kg;
- Europei cadetti

Daugavpils 2008: bronzo nei 42 kg;
Zrenjanin 2009: oro nei 46 kg;